# Longwe-Kultur
Die Longwe-Kultur ist eisenzeitlich und vor allem in Malawi (Ostafrika) bezeugt. Sie ist bisher erst mangelhaft erforscht. Die Longwe-Kultur existierte um 1000 n. Chr. mehr oder weniger gleichzeitig mit der Kapeni-Kultur, ist aber an nicht so vielen Orten bezeugt. Sie findet sich nördlich und östlich vom Mulanje-Massiv und im Gebiet des unteren Shire. Viele der Fundplätze erbrachten auch Steinwerkzeuge, und es wird vermutet, dass die Leute der Longwe-Kultur noch zu einem großen Teil Jäger und Sammler waren, die aber auch schon Keramik produzierten. Die Longwekeramik unterscheidet sich deutlich von der der Kapeni-Kultur.